# Municipio de Prairie Creek (Illinois)
El municipio de Prairie Creek (en inglés: Prairie Creek Township) es un municipio ubicado en el condado de Logan en el estado estadounidense de Illinois. En el año 2010 tenía una población de 487 habitantes y una densidad poblacional de 4,45 personas por km².

## Geografía
El municipio de Prairie Creek se encuentra ubicado en las coordenadas 40°16′12″N 89°32′42″O / 40.27000, -89.54500. Según la Oficina del Censo de los Estados Unidos, el municipio tiene una superficie total de 109.53 km², de la cual 109,53 km² corresponden a tierra firme y (0 %) 0 km² es agua.

## Demografía
Según el censo de 2010, había 487 personas residiendo en el municipio de Prairie Creek. La densidad de población era de 4,45 hab./km². De los 487 habitantes, el municipio de Prairie Creek estaba compuesto por el 96,92 % blancos, el 0,21 % eran asiáticos, el 1,03 % eran de otras razas y el 1,85 % eran de una mezcla de razas. Del total de la población el 2,87 % eran hispanos o latinos de cualquier raza.